# Hippolyte

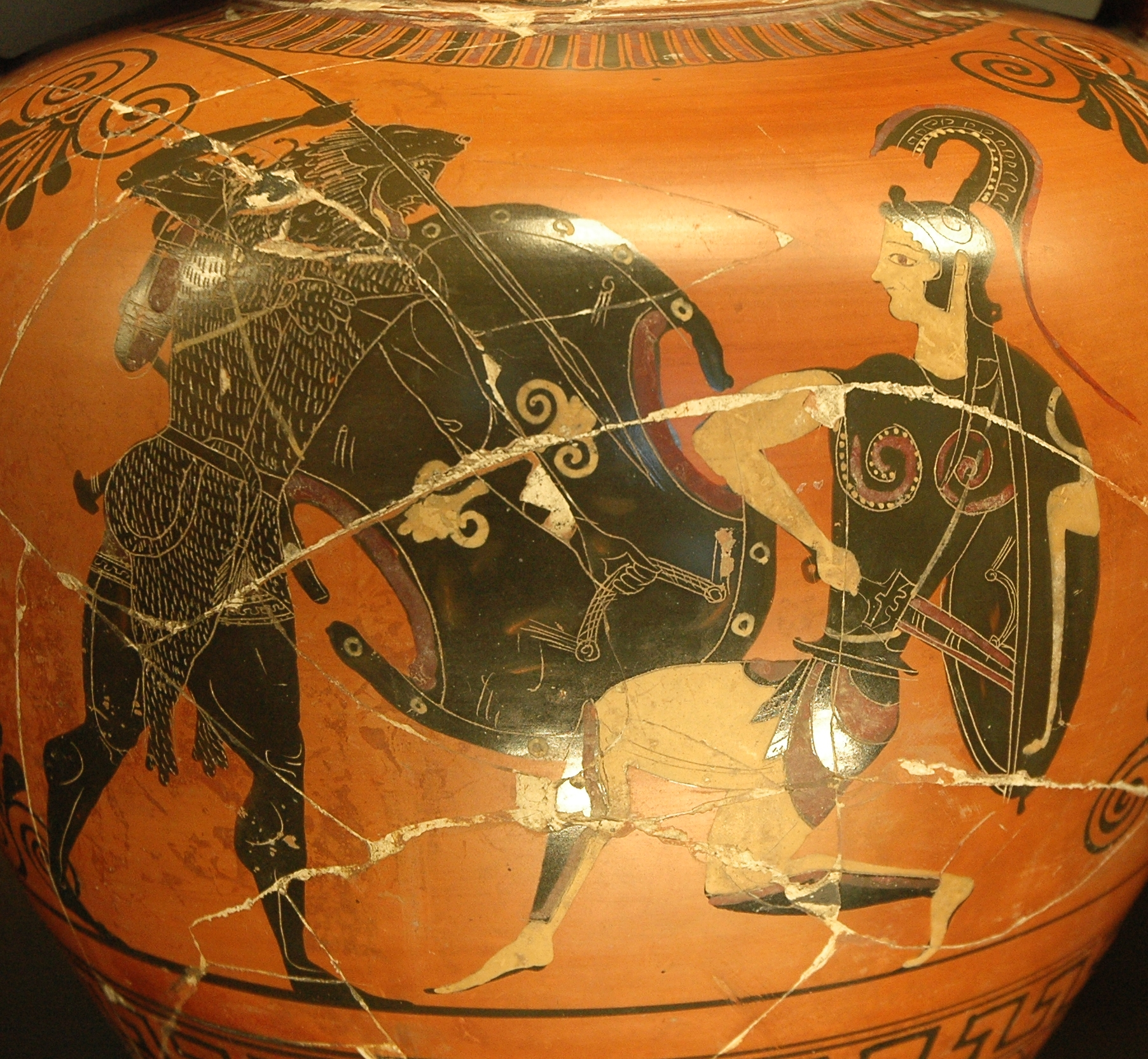
Herakles tötet Hippolyte (schwarzfigurige attische Amphore, um 530 v. Chr.)

Hippolyte oder Hippolyta (altgriechisch Ἱππολύτη Hippolýtē) war in der griechischen Mythologie die Tochter der Amazonenkönigin Otrere und des olympischen Kriegsgottes Ares. Im Theseus- und im Herakles-Mythos war sie selbst Königin der Amazonen.

## Theseus-Mythos
Im Mythos um Theseus, der am Feldzug des Herakles gegen die Amazonen teilnahm, wurde Hippolyte von ihm entführt – in manchen Versionen heißt die Entführte allerdings Melanippe oder Antiope und war ihre Schwester. Zuerst, als Theseus mit seinem Schiff bei den Amazonen anlandete, erwarteten diese nichts Böses, und Königin Hippolyte kam mit Geschenken zu seinem Schiff. Als sie an Bord war, segelte Theseus los und machte sie zu seiner Braut.
Theseus’ Verhalten entzündete den Amazonischen Krieg zwischen den Athenern und den Amazonen, bei dem viele Helden des alten Griechenland mitkämpften. Hippolyte gebar Theseus schließlich einen Sohn, den Hippolytos, der Teil eines eigenen Sagenkreises ist. Dies hielt aber Theseus nicht davon ab, Hippolyte zu verstoßen und sich der Phaidra zuzuwenden, der Schwester von Ariadne und Enkelin des Sonnengottes Helios. Hippolyte ging daraufhin zurück zu ihrem Volk, den Amazonen.

## Herakles-Mythos
Im Herakles-Mythos soll Herakles als neunte Aufgabe für Admete, Tochter des Königs Eurystheus, den Gürtel (ζωστήρ, balteus) der Amazonenkönigin Hippolyte rauben, den kostbaren Gürtel ihres Vaters Ares. Als Herakles bei den Amazonen landete, hießen sie ihn herzlich willkommen und Hippolyte kam zum Schiff, um ihn zu begrüßen. Als sie von seiner Aufgabe hörte, versprach sie, ihm den Gürtel freiwillig zu überlassen. Aber Hera war mit dieser Übergabe nicht einverstanden. Um Herakles zu stoppen, mischte sie sich als Amazone verkleidet unter das Volk und verbreitete die Nachricht, er wolle Hippolyte entführen. Das wiegelte die Amazonen auf und sie griffen die Schiffe des Herakles an, um ihre Königin zu retten. Herakles tötete viele ihrer besten Kriegerinnen, darunter Alkippe, und nahm einige gefangen. Im Austausch gegen ihre gefangene Schwester Melanippe übergab Hippolyte schließlich den Gürtel an Herakles, der daraufhin nach Griechenland zurücksegelte.